# Velká Jesenice
Velká Jesenice (en allemand : Groß Jessenitz) est une commune du district de Náchod, dans la région de Hradec Králové, en Tchéquie. Sa population s'élevait à 734 habitants en 2022.

## Géographie
Velká Jesenice se trouve à 4 km au sud de Česká Skalice, à 11 km au sud-ouest de Náchod, à 23 km au nord-est de Hradec Králové et à 19 km à l'est-nord-est de Prague.
La commune est limitée par Říkov, Česká Skalice et Provodov-Šonov au nord, par Nahořany à l'est, par Šestajovice au sud, et par Rychnovek à l'ouest.

## Histoire
La première mention écrite de la localité date de 1436.

## Administration
La commune se compose de trois sections :
- Velká Jesenice
- Veselice (y compris Nouzín)
- Volovka

## Galerie

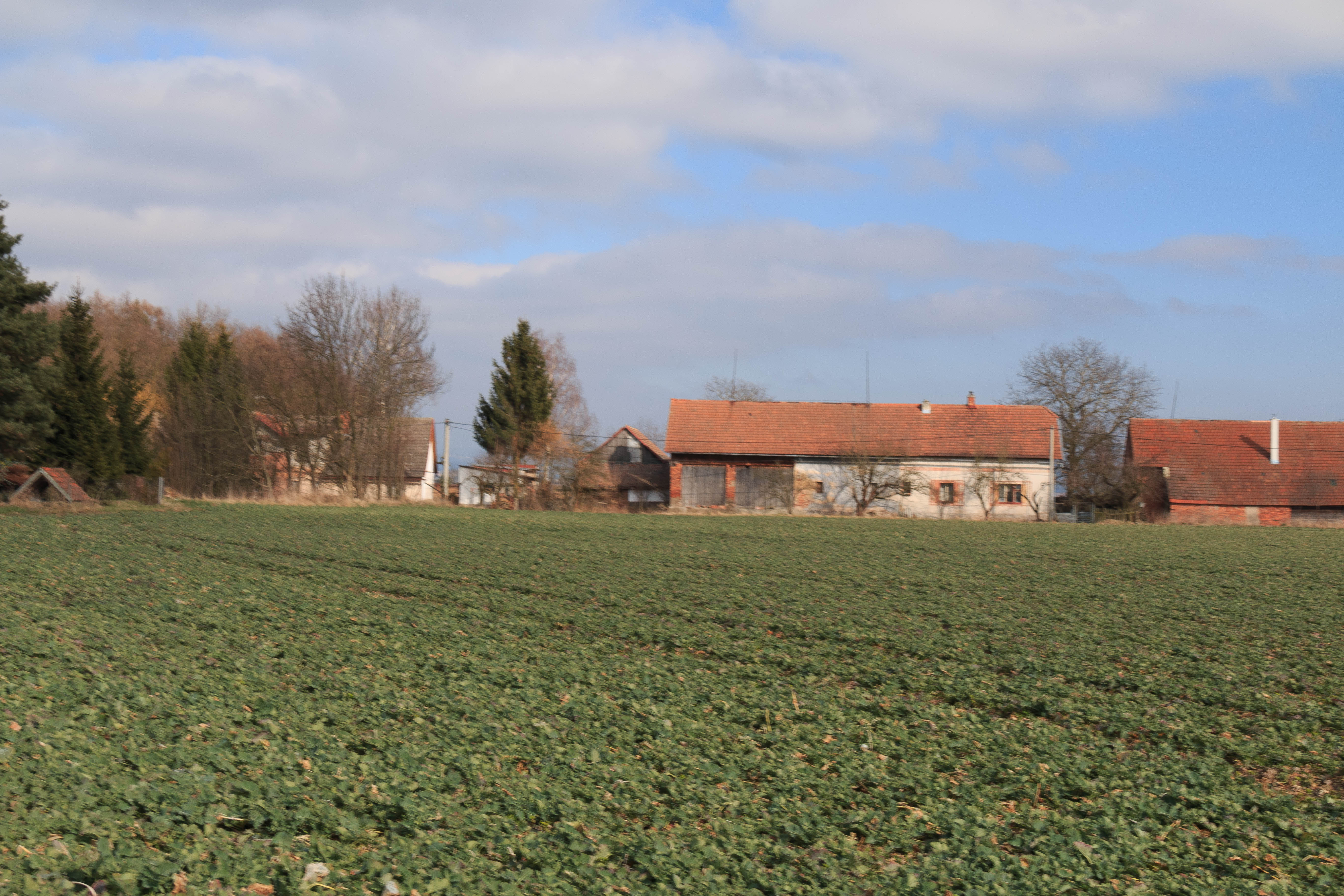
Nouzín : exploitation agricole.
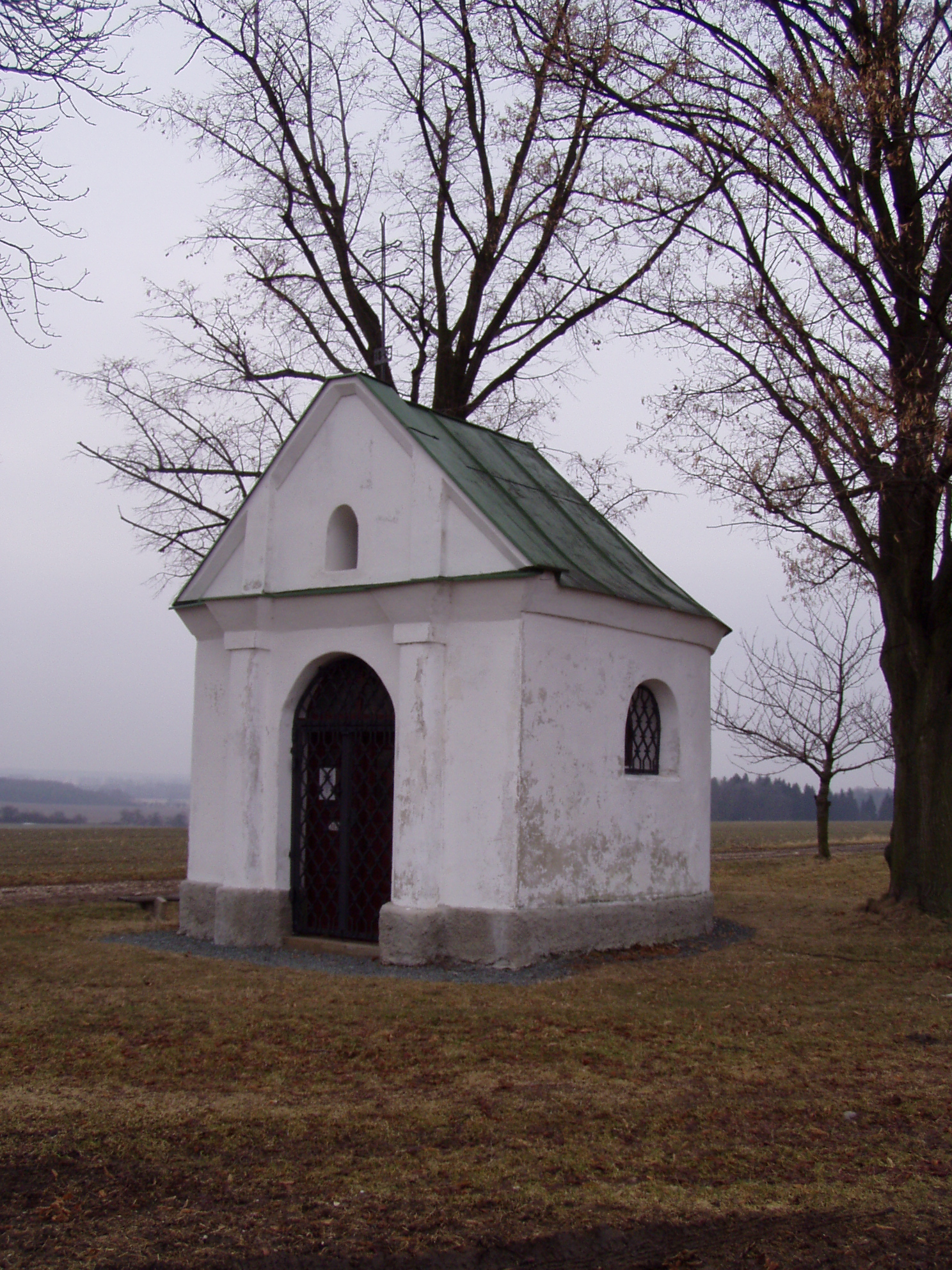
Chapelle Saint-François d'Assise.

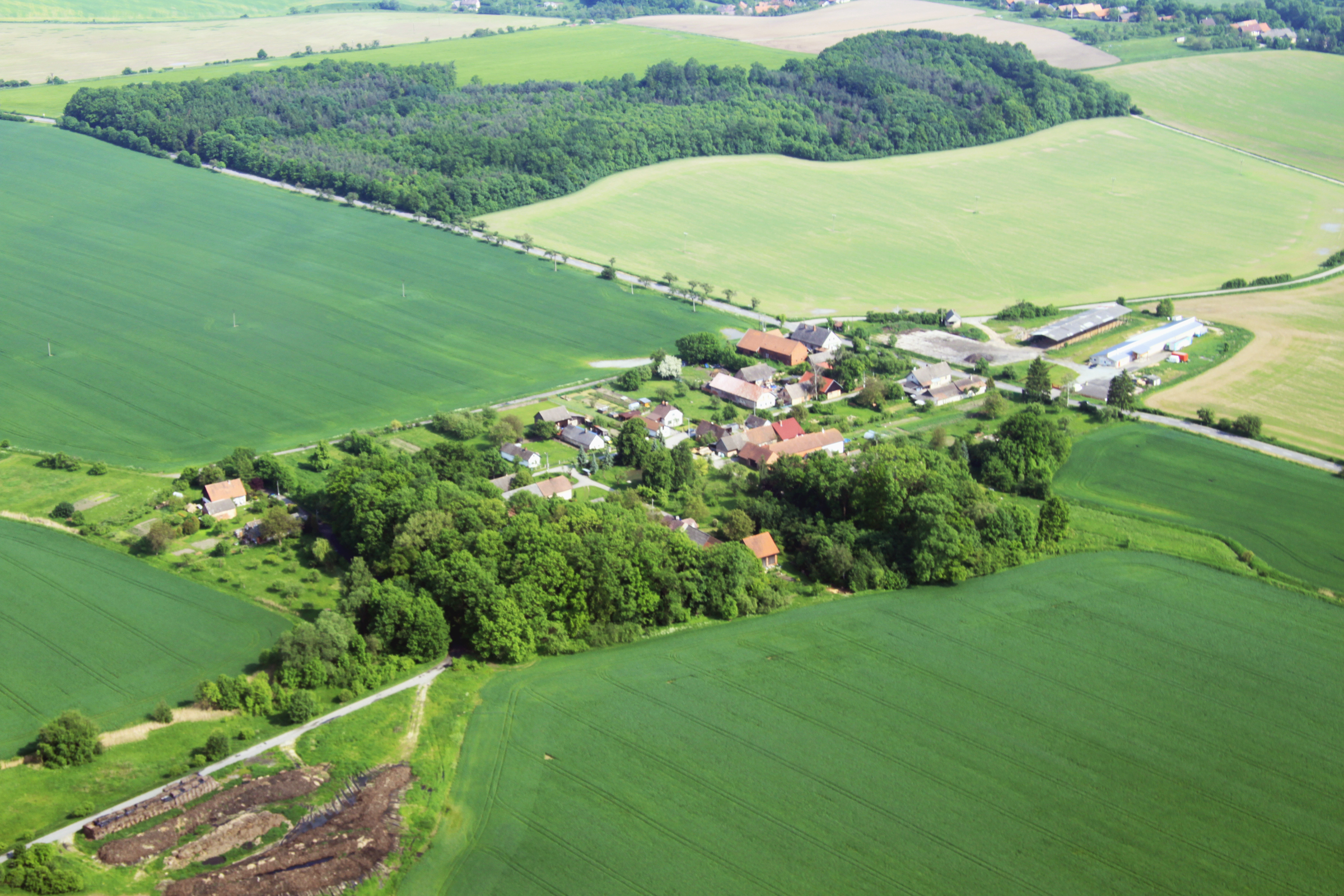
Volovka : vue aérienne.

## Transports
Par la route, Velká Jesenice se trouve à 4,5 km de Česká Skalice, à 15 km de Náchod, à 27 km de Hradec Králové et à 147 km de Prague. 